# Oscar Törnå
Oscar Emil Törnå (* 18. Oktober 1842 in Kättilstad, Östergötland, Schweden; † 3. Juni 1894 in Stockholm) war ein schwedischer Landschaftsmaler.

## Leben

Sommerlandschaft bei Fontainebleau, 1876, Schwedisches Nationalmuseum

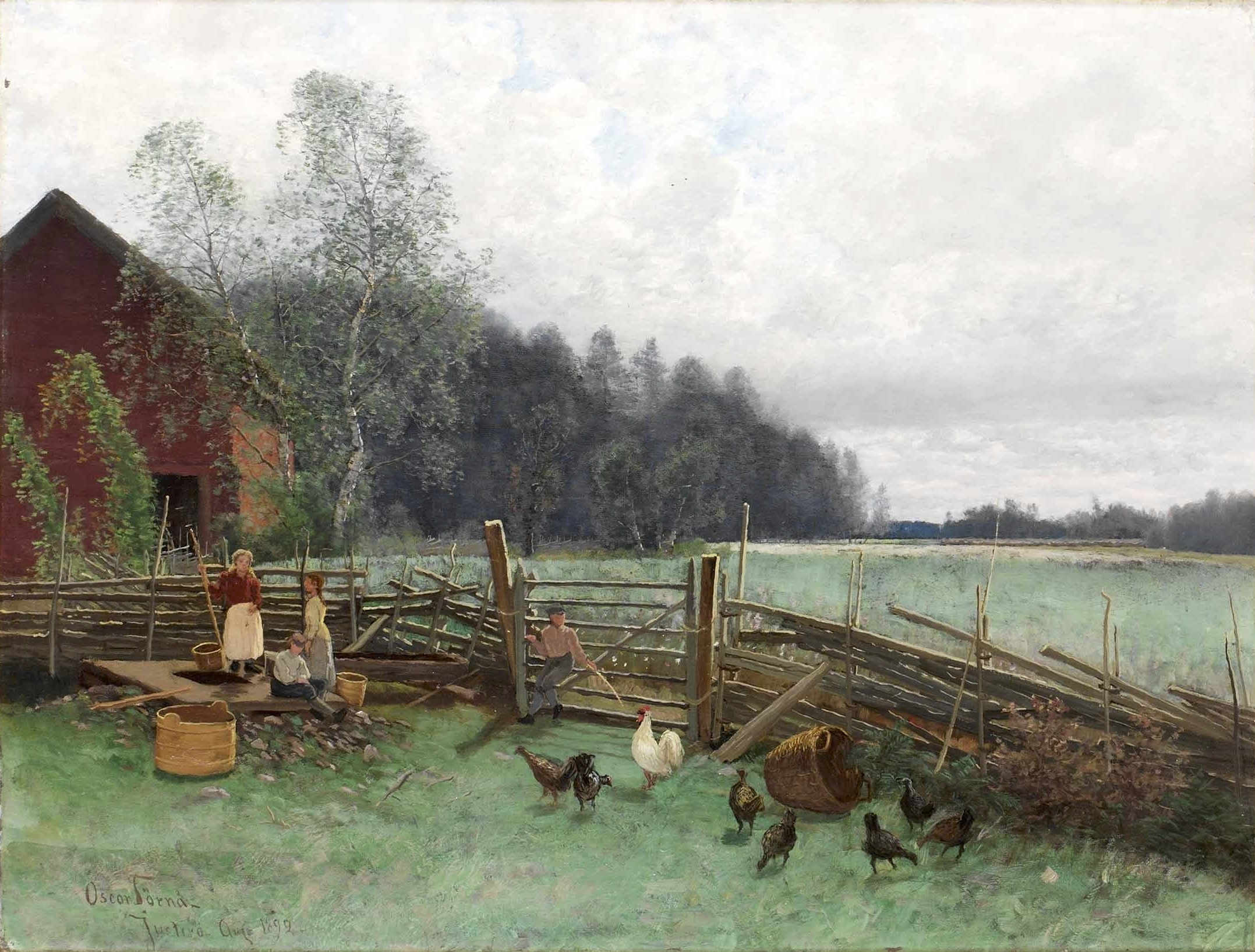
Sommerlandschaft auf Justerö, 1892

Nach einer Handelslehre begann Törnå im Alter von 20 Jahren ein Malereistudium an der Kunstakademie Stockholm, wo er sich der Landschaftsmalerei zuwandte und 1870 eine königliche Medaille für eine nordische Landschaft im Morgenlicht gewann. Ab 1873 lebte er in Düsseldorf, wo er bis 1874 das Milieu der Düsseldorfer Malerschule kennenlernte. Dann ging er weiter nach Paris. In den Landschaften bei Fontainebleau betrieb er Freilichtmalerei. 1882/1883 war der Landschaftsmaler Edvard Westman sein Schüler. Außerdem war er Lehrer von Alfred Maurits Bergström (1869–1930) und Carl Flodmann (1863–1888).